# SBS Transit
SBS Transit Ltd ( abréviation : SBS ou SBST ) est un opérateur de transport public multimodal à Singapour exploitant des services de bus et de train, auparavant connue sous le nom de Singapore Bus Services avant d'être rebaptisée SBS Transit le 1er novembre 2001. Ses actions sont détenues à 75 % par le conglomérat multinational de transport singapourien ComfortDelGro.
C'est le plus grand opérateur de bus publics de Singapour, ainsi que l'un des deux principaux opérateurs de services ferroviaires de Singapour avec SMRT Corporation.
En 2015, elle dispose d'une flotte de 3 656 bus, avec un mélange d'autobus à un étage, à deux étages et articulés, et exploite 261 lignes.
SBS Transit exploite deux des six lignes MRT du réseau de Singapour, la North East Line (NEL) depuis son ouverture le 20 juin 2003 et la Downtown Line (DTL) depuis son ouverture le 22 décembre 2013.
SBS Transit devrait également exploiter la Jurong Region Line (JRL) en tant que coentreprise aux côtés de l'opérateur ferroviaire français RATP Dev sous le nom d'opérateur Singapore One Rail lors de son ouverture en 2027,.